# Floresta de Fontainebleau

A Floresta de Fontainebleau é uma floresta a cerca de 60 km a sudeste de Paris. Tem uma área de 280 km2 e é uma das principais fornecedoras de madeira para a produção de tonéis de carvalho, onde os vinhos franceses envelhecem.

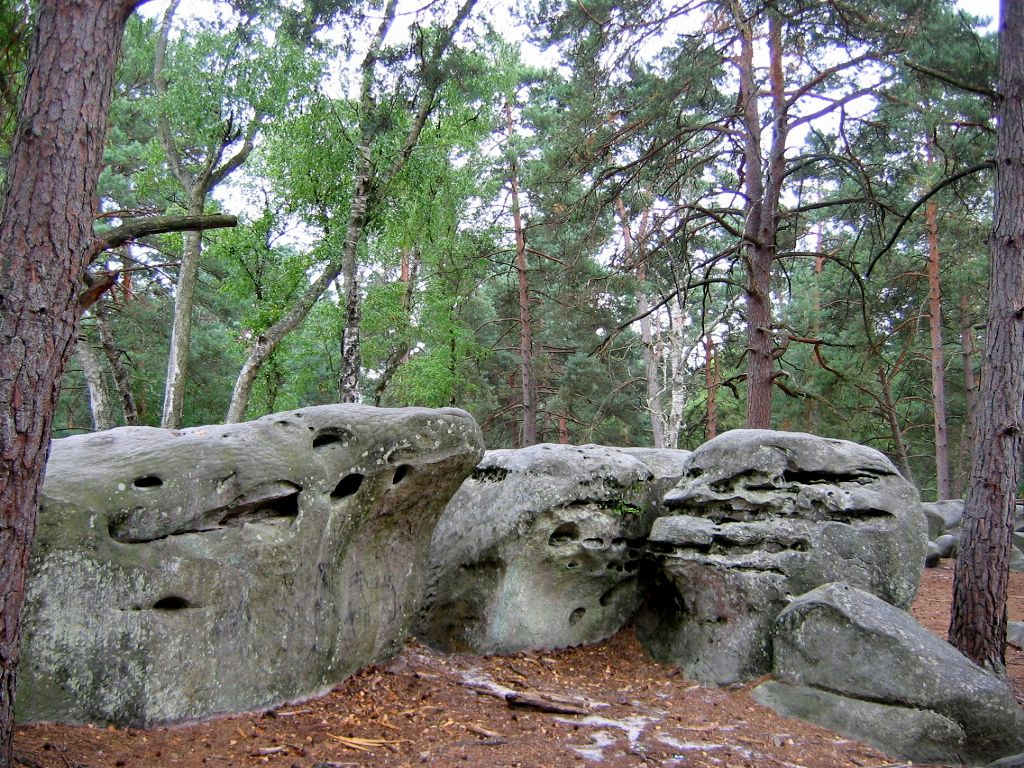
Floresta de Fontainebleau

Alberga no seu interior a cidade de Fontainebleau e é uma grande atração turística, sendo visitada todos os anos por caminheiros, num total de mais de 17 milhões de visitantes.
A floresta de Fontainebleau é célebre por todo o mundo por ter inspirado artistas do século XIX, entre eles muitos pintores impressionistas e da escola de Barbizon, além de fotógrafos, escritores e poetas.
Groupe de Bleau era o nome porque ficou conhecido um grupo de varapistas da região de Paris que se vinha treinar à Floresta de Fontainebleau e dos quais faziam parte : Bobi Arsandaux, Pierre Allain, Jean Deudon, Marcel Ichac, Jean Leininger e Jean Carle 